# 潘集区融媒体中心
淮南市潘集区融媒体中心是中华人民共和国安徽省潘集区的广播电视播出机构。中心负责全区广播电视无线发射传输网络等的建设、管理，区级新媒体帐号的开发、推广和管理，以及区政府网络发展规划和网络建设、管理、运行、维护以及信息发布等工作。